# Rue Clément-Marot (Paris)
La rue Clément-Marot est une voie du 8e arrondissement de Paris.

## Situation et accès
Située dans le quartier François-Ier, elle commence au 29, avenue Montaigne et se termine au 46, rue Pierre-Charron.
Elle est proche de la station Alma-Marceau, où circulent les trains de la ligne 9.

## Origine du nom

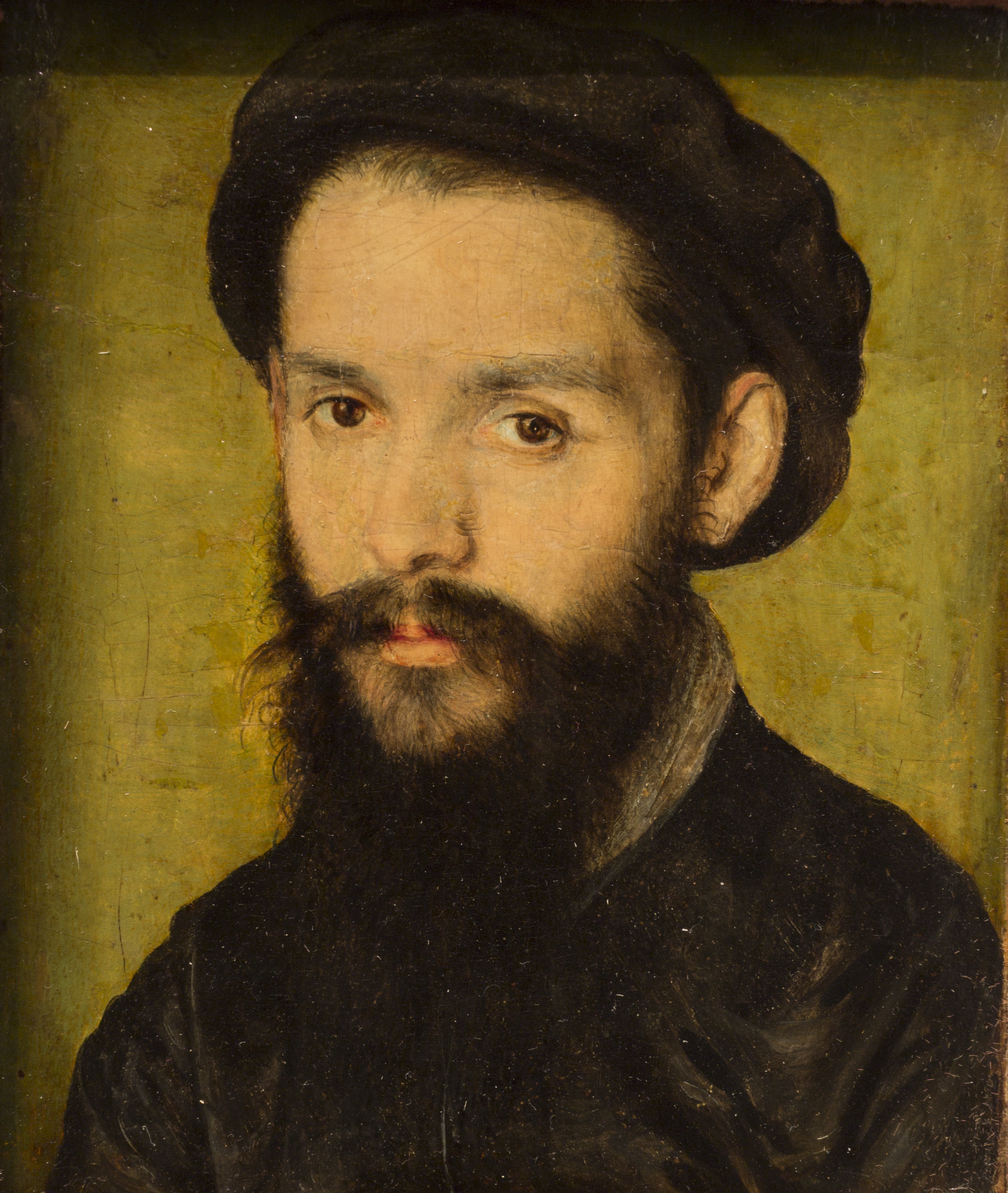
Clément Marot (portrait présumé).

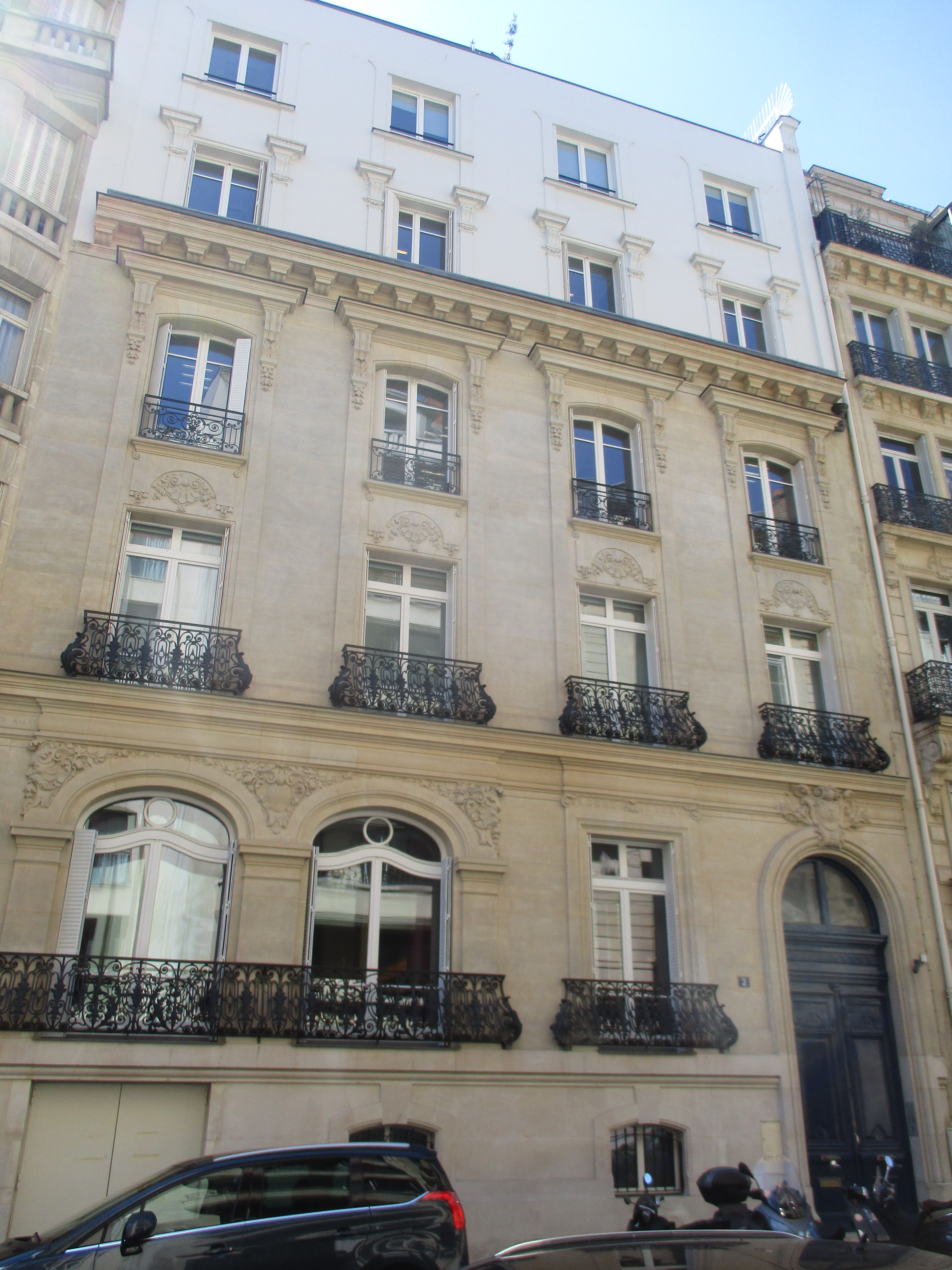
Hôtel Casa-Miranda, au no 3.

Elle porte le nom du poète Clément Marot (1496-1544) 

## Historique
Cette voie ouverte par un décret du 28 juillet 1881, prend sa dénomination actuelle par un arrêté du 30 avril 1883.
Avant la Seconde guerre mondiale, la Société générale immobilière possédait 16 immeubles de la rue (les nos 5, 7, 14, 16, 18, 19 et 20). Sous l'Occupation, ils deviendront la propriété de l'affairiste Michel Szkolnikoff, qui avait fait fortune dans le marché noir avec l'armée allemande, et qui racheta la SGI. Placés sous séquestre à la Libération, les immeubles furent revendus individuellement entre 1947 et 1948 au profit de l'État.

## Bâtiments remarquables et lieux de mémoire
- No 1 : voir le 29, avenue Montaigne.
- No 3 : hôtel de la soprano Christine Nilsson (1843-1921), comtesse de Casa-Miranda (en 1910)[3]. Surélevé.
- No 19 bis : étroit passage qui conduisait à la chapelle des catéchismes de Saint-Pierre-de-Chaillot, aujourd'hui détruite (voir le 28 bis, avenue George-V).

### Bâtiments détruits
- No 1 bis : hôtel de M. de Bonnechose (en 1910)[3].

### Habitants célèbres
- Jean Béraud (1848-1935), artiste peintre (no 5). « Avant de venir habiter […] au 3, rue du Boccador, Jean Béraud vivait au 5 de la rue voisine Clément-Marot : il aimait son quartier et n'aurait consenti pour rien au monde à le quitter[4]. »
- Casimir Martin Sosnowski (1857-1942), ingénieur civil, y est décédé à son domicile.

## Sources
- André de Fouquières, Mon Paris et ses Parisiens, vol. 1, Paris, Pierre Horay, 1953.
- Félix de Rochegude, Promenades dans toutes les rues de Paris : VIIIe arrondissement, Paris, Hachette, 1910 (lire en ligne).